# Dvorce (district de Jihlava)
Pour les articles homonymes, voir Dvorce.
Dvorce (en allemand : Höfen) est une commune du district de Jihlava, dans la région de Vysočina, en République tchèque. Sa population s'élevait à 211 habitants en 2024.

## Géographie
Dvorce est arrosée par la Jihlava, un affluent de la Svratka, et se trouve à 8 km au sud-ouest du centre de Jihlava et à 109 km au sud-est de Prague.
La commune est limitée par Hubenov et Vyskytná nad Jihlavou au nord, par Rantířov et Jihlava à l'est, par Kostelec au sud, et par Cejle et Mirošov à l'ouest.

## Histoire
La première mention écrite du village date de 1360.

## Galerie

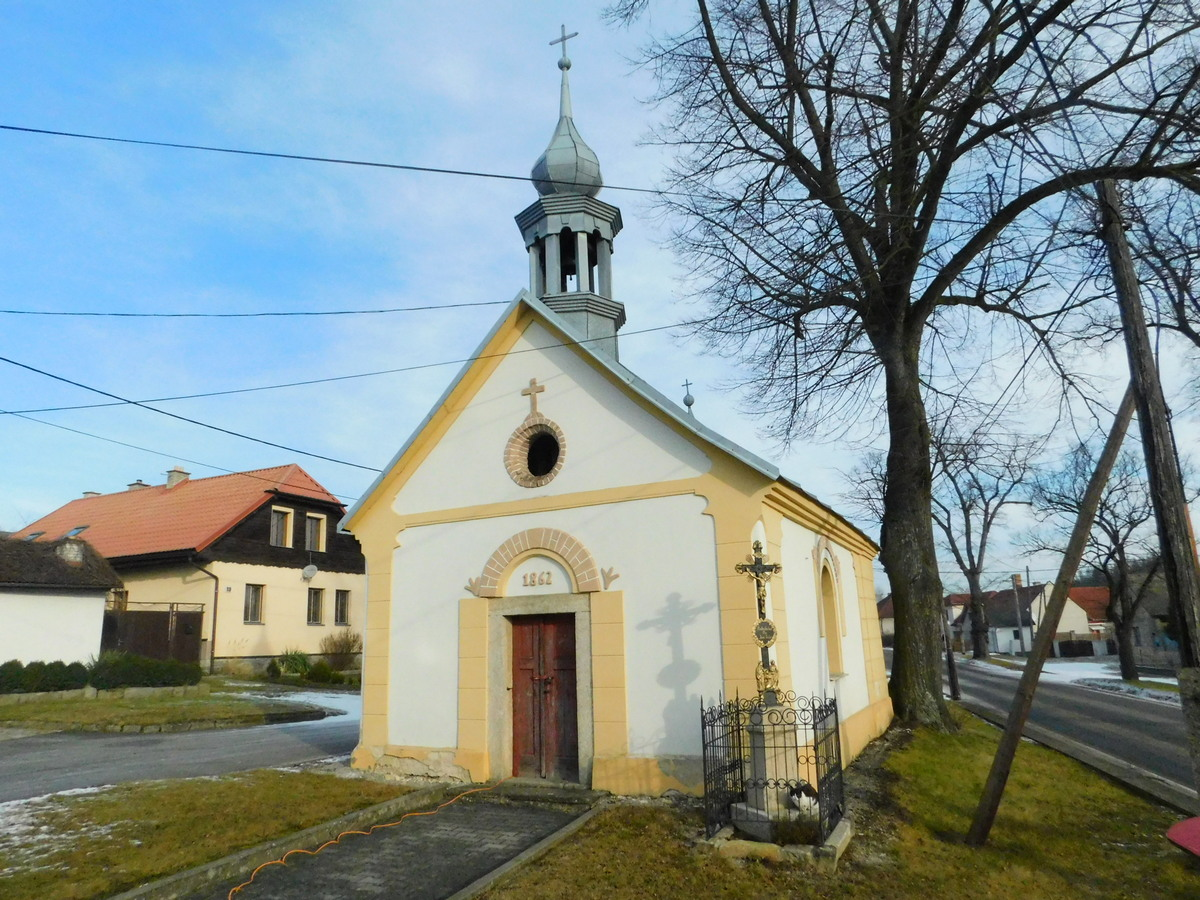
Chapelle Saint-Jean Népomucène.

## Transports
Par la route, Dvorce se trouve à 9 km de Jihlava et à 137 km de Prague.